# Чэнь Гуймин
Чэнь Гуймин (род. 3 января 1994 года) — китайская тяжелоатлетка, призёр чемпионатов мира 2018 и 2019 годов, серебряный призёр чемпионата Азии 2016 года.

## Карьера
Она занялась спортом в 11 лет в провинции Хунань, Китайской Народной Республики. Она уверена, что тяжелая атлетика может дать ей большие возможностей в жизни.
На чемпионате Азии 2016 года спортсменка из Китая завоевала серебряную медаль в весовой категории до 63 кг, взяв вес 217 кг.
В 2017 году она получила серьёзную травму в области талии, ушли месяцы на восстановление.
В начале ноября 2018 года на чемпионате мира в Ашхабаде китайская спортсменка, в весовой категории до 59 кг, завоевала абсолютную серебряную медаль, взяв общий вес 231 кг. В упражнении толчок она показала лучший результат взяв штангу весом 133 кг, и установила новый мировой рекорд в этом упражнение.
На предолимпийском чемпионате мира 2019 года, который проходил в Таиланде, китайская спортсменка завоевала бронзовую медаль в весовой категории до 59 кг. Общий вес на штанге 233 кг. В упражнении рывок она стала третьей (101 кг), в толкании завоевала малую бронзовую медаль (132 кг).